# Jean-Claude Clari
Pour les articles homonymes, voir Clari (homonymie).
Jean-Claude Clari, pseudonyme de Jean-Claude Choul, est un écrivain, professeur et linguiste québécois né en 1943 en Belgique.

## Biographie
Né en 1943 en Belgique, Jean-Claude Choul s'installe au Québec en 1956. Après ses études, il travaille comme traducteur à Montréal. De 1968 à 1973 il publie sous le pseudonyme de Jean-Claude Clari quatre romans aux Éditions du Jour et au Cercle du livre de France. Il contribue dans les années 1970 à la revue Chroniques et dans les années 1980 à la revue Liberté. 
Jean-Claude Choul rédige en 1979 une thèse de doctorat à l'École des hautes études en sciences sociales de Paris. Il est rattaché successivement à l'Université Dalhousie (c. 1981), à l'Université de Regina (c. 1983-1984), et à l'Université de la Saskatchewan (c. 1986). Il est régulièrement conférencier aux congrès annuels de l'Association canadienne-française pour l'avancement des sciences (ACFAS) entre 1981 et 1991,.
Ses citations sont abondamment recensées dans les recueils de citations,,, ou la presse.

## Quelques œuvres
- Les Grandes Filles, Les Éditions du Jour, roman, 1968[2],[16],[17].
- L'appartenance, roman, Cercle du livre de France, 1968[18].
- Catherine de I à V, roman, Cercle du livre de France, 1969[1].
- Le mot chimère a deux sens, roman, Cercle du livre de France, 1973[19],[20].